# ناحیه ملیر
ناحیه ملیر (به اردو: ضلع ملیر) یکی از ناحیه‌های پاکستان است که در ایالت سند واقع شده‌است.